# Zak Abel
Zak David Zilesnick (geboren op 1 maart 1995), beter bekend als Zak Abel, is een Marokkaans-Engelse zanger. Zak Abel is Joods. Hij was in zijn vroegere jaren professioneel tafeltennisser.

## Persoonlijk leven
Zak Abel is geboren in Londen. Zijn vader, die uit Marokko komt en later naar Israël is geëmigreerd, overleed toen Zilesnick 12 jaar oud was. Hij groeide op bij zijn moeder Rachel in Hendon, waar hij naar de Joodse staatsschool Matilda Marks en later naar de University College School ging. In 2013 ontving hij zijn diploma. Later verhuisde hij naar Hackney. Zilesnick is zanger van beroep, maar hij speelt ook goed piano en gitaar. Hij eet geen dierlijke producten en is daarom veganistisch. In 2012 tekende hij een contract bij Atlantic Records. Zijn debuutalbum heet "Only When We're Naked".

## Muziekcarrière
Toen Zilesnick op de lagere school zat won hij een zangcompetitie waardoor hij mocht zingen bij een Yom Haatzmaut-viering in het Wembley Stadion. Hij brak door met de UK top 20 hit “Unmissable” van Gorgon City, waarin hij de zang verzorgde. Vervolgens bracht hij twee ep's uit, genaamd “Joker presents Zak Abel” en “One Hand on the Future”, beide uit 2015. Op 6 oktober 2016 bracht hij zijn debuutalbum uit; “Only When We’re Naked”. Dit album bereikte nummer 100 op de UK albums Chart. Hij tekende bij Atlantic Records.

## Tafeltennis
Zilesnick was in zijn jeugd een professioneel tafeltennisser. Hij won in 2009 de Singles-Titel voor de Cadet boys, maar nadat hij naar Frankrijk verhuisde om semi-pro te worden, werd het trainingsprogramma hem te veel.

## Discografie

### Studioalbums
- Only When We're Naked (2017)

### Ep's
- Joker presents Zak Abel (2015)[6]
- One Hand on the Future (2015)[7]

### Singles
- "These Are the Days" (2014)
- "Wise Enough" (2015) met Joker
- "Say Sumthin" (2015)
- "Everybody Needs Love" (2016)
- "Unstable" (2017)
- "Rock Bottom" (2017) met wretch 32
- "All I Ever Do (Is Say Goodbye)" (2017)
- "Only When We're Naked" (2017)
- "The River" (2017)
- "Love Song" (2018)
- "You Come First" (2018) met Saweetie

### Samenwerkingen
- "Unmissable" (2014) met Gorgon City
- "Ten More Days" (2015) met Avicii
- "Higher" (2015) met Wookie
- "Make You Love Me" (2017) met Jarreau Vandal
- "Beautiful Escape" (2017) met Tom Misch
- "Drink to You" (2018) met Jonas Blue
- "Bad" met Don Diablo
- "Freedom" met Kygo

- Gemeinsame Normdatei: 1142415538
- International Standard Name Identifier: 0000 0004 6316 3894
- MusicBrainz: 5a987ece-66c5-4781-a2b1-45de0cb23554
- Virtual International Authority File: 685150943132226760004